# Spinosaurus
Spinosaurus (nylatin för ”taggödla”) var ett släkte enorma fiskätande dinosaurier i familjen spinosaurider, tillhörande ordningen theropoder, som levde under kritaperioden mellan 112 och 97 miljoner år sedan i vad som nu är Saharaöknen i Nordafrika. Släktet blev först känt från egyptiska lämningar upptäckta 1912 och beskrevs vetenskapligt av den tyske paleontologen Ernst Stromer 1915.
Typarten Spinosaurus aegyptiacus är den längsta kända theropoden, med en möjlig längd på upp till 15 meter eller mer (vissa beräkningar anger 14–18 meter maxlängd) och en vuxen Spinosaurus tros ha haft en vikt runt 7–9 ton enligt modern forskning, men nödvändig data för viktberäkning är inkomplett och gör att vissa uträkningar anger en fullvuxen vikt runt 12–20 ton.

## Etymologi
Namnet Spinosaurus (”taggödla”) kommer av dess utmärkande stora ryggsegel som utgörs av dess taggutskott och är en sammanslagning av latin: spina, som betyder törn och därtill taggutskott, med klassisk grekiska: σαῦρος, sauros, som betyder ödla.

## Historia

### Holotypen
Spinosaurus var länge ett stort mysterium med endast några få funna fossil, de mesta tänder och enstaka fragment. I över hundra år var enbart ett delkomplett funnet fossil känt, den egyptiska holotypen (S. aegyptiacus), funnen 1912 av den tyske paleontologen Ernst Stromer, som även beskrev den vetenskapligt 1915. Detta fossil dokumenterades väl av Stromer, men kom att förintas natten till 25 april 1944 när brittiskt bombflyg bombade paleontologiska museet i München som del av andra världskriget.

### Eftermäle
Under 1990-talet hittades ryggkotor från spinosaurider i Marocko, vilka beskrevs av kanadensiske paleontologen Dale Russell som två nya arter 1996: S. maroccanus i släktet Spinosaurus och S. brevicollis i egna släktet  Sigilmassasaurus. Huruvida dessa är egna arter eller ens regionala varianter av S. aegyptiacus har ifrågasatts, men nyare fynd har kopplats till dessa typer.
Arten användes även i filmen Jurassic Park III 2001 och fick därefter ett popkulturistiskt följe.

### Spinosaurusrenässansen
År 2014 började det som kallats "spinosaurusrenässansen", då ett nytt delkomplett fossil hittades i Marocko, den så kallade neotypen. Av detta framkom det att spinosaurus bland annat haft mycket korta bakben i relation till dess nära bipedala släktingar inom underfamiljen Baryonychinae, samt en svans vars taggutskott formade en stor fena, ej olik den hos salamandrar, vilket tillsammans med andra studier tyder på att den var specialiserad för ett liv i vatten, om inte rent av amfibisk likt en krokodil. Vissa beräkningar och experiment ger dock insynen att spinosaurus skulle varit en usel simmare, men samtidigt intygar andra fynd att släktet var exceptionellt anpassad för ett liv kring fiske och vattendrag.

## Beskrivning och paleobiologi

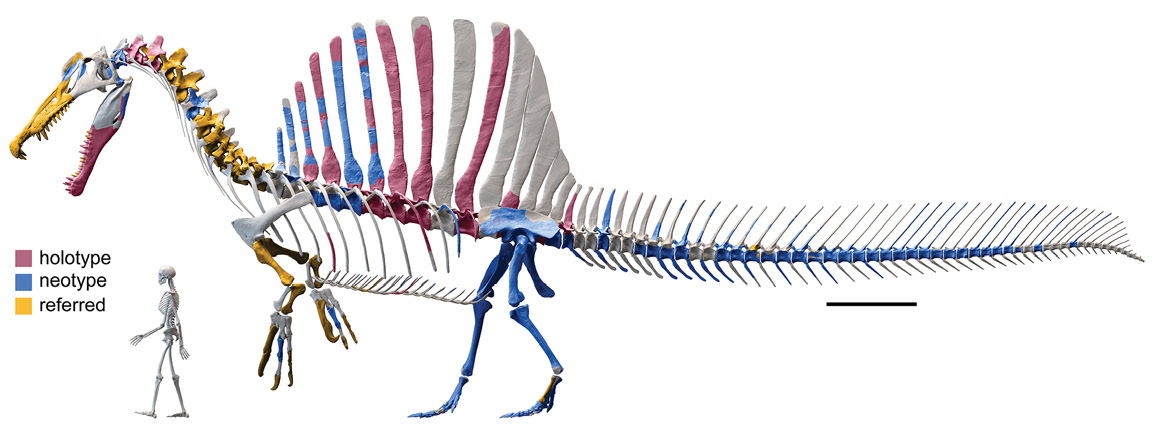
Digital skeletrekonstruktion av Spinosaurus enligt paleontologiprofessorn Paul Sereno och kollegor, baserad på kända ben från fossiler.
Ben baserade på holotypen från 1912.
Ben baserade på neotypen från 2014.
Ben baserade på andra referensexemplar.

Sedan den upptäcktes har diskussioner om huruvida Spinosaurus representerar den största theropoden eller inte uppkommit. Några av de större uppmätningarna som genomförts och gett resultat på 18 eller 20 meter tros idag vara felaktiga då de grundar sig på att Spinosaurus skulle ha samma proportioner som sina släktingar (särskilt Suchomimus) och de troligaste mätningarna, som baserats på mer kompletta fossil av Spinosaurus, ger längder på ungefär 15 meter för de största kända exemplaren. Den troligaste vikten ligger på ungefär 7 ton, men vissa uppmätningar (troligen felaktiga) har gett gissningar på upp mot 20 ton.
Stromer var länge osäker på hur spinosaurus sett ut, det dröjde till 1936 innan han tordes försöka sig på en rekonstruktion av djuret. Alla bevarade fossil efter Spinosaurus förstördes vid en amerikansk bombräd mot München 1944, och länge var mycket lite känt om arten. På 1990-talet påträffades nya fossil, och flera närstående arter beskrevs, och i samband med det började det stå klart att Spinosaurus säregna käke troligen kom sig av att den levt av fisk. 2008 påträffade paleontologen Nizar Ibrahim en tidigare okänd lokal med fossil av Spinosaurus, som kom att revolutionera förståelsen av dinosaurien. Sina resultat beskrev han i en avhandling 2014. 2018 återvände Nizar Ibraham till fyndplatsen i Marocco för att leta efter fler fossil. I samband med det påträffades även svansen från Spinosaurus, vilket visade att den hade en smal paddelliknande svans, och helt uppenbart var anpassad för ett liv i vatten.
Spinosaurus tros liksom alla andra Theropoder ha varit en tvåbent tågångare, dock med mycket korta ben. Studien från 2014 spekulerade i att den skulle ha behövt gå på alla fyra för att kunna ta sig fram på land, men handlederna hos theropoder tros inte ha klarat av de belastningar som skulle vara nödvändiga. Det är i nuläget osäkert om den alls kunde röra sig på land och hur detta skulle ske. 

### Ryggseglet

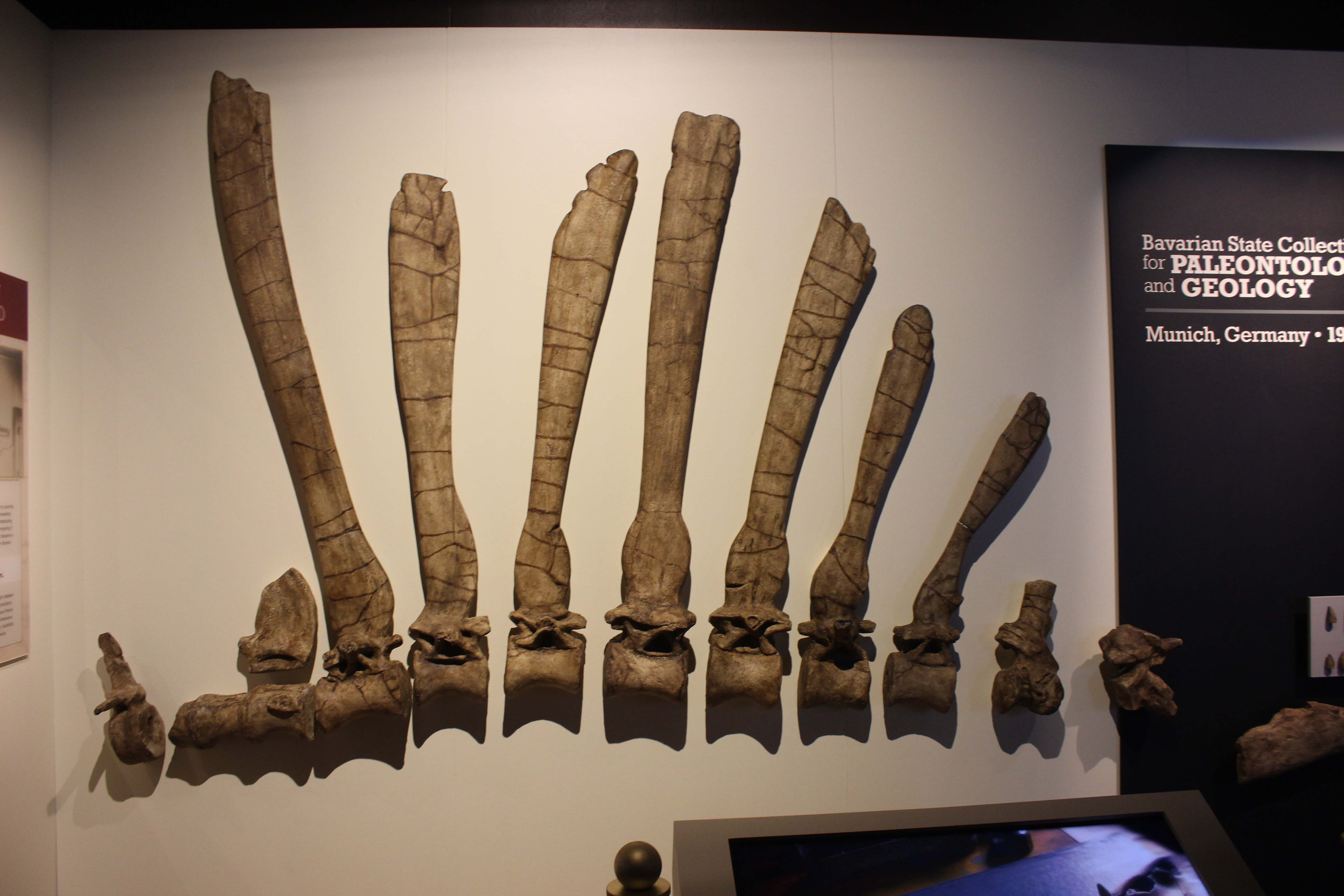
En rekonstruktion av typexemplaret och dess "ryggtaggar".

Väldigt stora "taggar" växer från ryggkotorna hos Spinosaurus och formade i livet det som vanligtvis kallas för dinosauriens "segel". Dessa "taggars" längd var mer än 10 gånger längre än kotornas diametrar och de högsta kunde vara över 1.5 meter höga. Ryggtaggarna, trots likheter, var unika och egentligen inte särskilt lika dem hos andra utdöda djur, såsom Dimetrodon vars taggar var mycket tunna och smala, eller andra dinosaurier, såsom Ouranosaurus vars taggar var betydligt tjockare. Likheter kan dock finnas i funktionerna av seglen, även om dessa funktioner fortfarande är i stort sett okända. 
Vissa forskare tror att seglet var mer likt en "puckel" än ett egentligt segel, vilket noterades så tidigt som av Stromer själv 1915 ("man kanske istället borde tänka på existensen av en stor puckel av fett som gavs stöd av ryggtaggarna") och av ett flertal forskare sedan dess. Detta baserades på att ryggtaggarna hos Spinosaurus (och andra dinosaurier med liknande strukturer för den delen, exempelvis Ouranosaurus) är korta och tjocka och mer lika de hos utdöda däggdjur med pucklar, såsom utdöda arter av bisonoxe, än de hos exempelvis Dimetrodon. Denna hypotes är dock fortfarande obekräftad och de flesta forskare verkar anse att ett segel eller någonting mittemellan är mer troligt.

## Paleoekologi
Den överväldigande majoriteten av paleontologer anser, trots dess storlek, att dinosaurien i första hand inte jagade stora växtätande dinosaurier som den enorma Paralititan som levde i samma område. Istället anser man att djuret i huvudsak livnärde sig på fisk, möjligen kompletterat med en del mindre växtätande dinosaurier. Vid extrem torka kan den även ha ätit kadaver. Stämmer detta konkurrerade Spinosaurus inte direkt om bytena med den stora rovdinosaurien Carcharodontosaurus som levde samtidigt i samma område.
Skallen hos Spinosaurus var full av raka och koniska tänder, lika de hos krokodiler, och verkar enligt en studie genomförd 2013 ha varit relativt känslig för påfrestningar, betydligt känsligare än hos släktingar (Baryonyx) och moderna alligatorer, vilket indikerar att Spinosaurus livnärde sig på fiskar oftare än på landdjur.
Den miljö som Spinosaurus levde i är fortfarande inte helt förstådd och täcker stora delar av Nordafrika. Dess fossil har hittats från Marocko till Egypten och i avlagringar som sträcker sig från 112 till 97 miljoner år sedan. De Spinosaurus som levde i Egypten verkar ha levt i mangroveskogar tillsammans med andra stora rovdinosaurier såsom Bahariasaurus and Carcharodontosaurus, sauropoderna Paralititan och Aegyptosaurus, crocodylomorpher, ben- och broskfiskar, sköldpaddor, ödlor och plesiosaurier. Under torrare perioder när mängden fisk var liten kan Spinosaurus tvingats försöka jaga efter pterosaurier, något som har observerats i och med att bett av spinosaurider (dock gjorda av Irritator, inte av Spinosaurus) har hittats på pterosauriefossil från Sydamerika.